# Conus cancellatus
Conus cancellatus е вид охлюв от семейство Conidae. Видът не е застрашен от изчезване.

## Разпространение и местообитание
Разпространен е в Мексико (Веракрус, Кампече, Кинтана Ро, Табаско, Тамаулипас и Юкатан) и САЩ (Алабама, Луизиана, Тексас и Флорида).
Обитава пясъчните дъна на заливи. Среща се на дълбочина от 18 до 283,5 m, при температура на водата от 15,2 до 27,1 °C и соленост 35,6 – 37,2 ‰.